# Меценати для солдата
«Меценати для солдата» (МдС) — незалежний волонтерський проєкт на Волині, що має на меті різнобічну підтримку бійців АТО — передусім моральну, психологічну та почасти фінансову. З допомогою підприємців волонтери урізноманітнюють дозвілля бійців, сприяють їхній психологічній реабілітації і швидкій соціальній адаптації в тилу, а також допомагають знизити їхні фінансові витрати. Цільова підтримка подається родинам загиблих героїв, пораненим, дітям бійців та демобілізованим солдатам. Проєкт розвивається головно в Луцьку та у Волинській області.

## Створення і координатори МдС
Ініціатива втілити проєкт на Волині належить двом волонтерським структурам, які сформувалися в Луцьку після Революції гідності: Волинському обласному координаційному центру допомоги бійцям АТО у партнерстві із Самообороною Майдану Волині. Кандидатуру координатора цього напрямку діяльності в січні 2015 року запропонував активіст «Самооборони» і один із засновників координаційного центру – протоієрей Михайло Бучак, настоятель Покровського храму (УПЦ КП) в селі Княгининок Луцького району, а також військовий капелан 5-ї батальйонно-тактичної групи 81-ї аеромобільної бригади. За його рекомендацією, координатором обрали Неонілу Головатську. Їй належало шукати активістів і підприємців, які виявили б бажання долучитися до акції «Меценати для солдата» і розвивати дану тему.
Згодом до руху долучився громадський активіст і шевченкознавець Руслан Теліпський, і вже в тандемі ця ініціатива почала набирати конкретних рис. А вже в березні 2015 року вона стала незалежною волонтерською спільнотою, будучи рівноправним партнером із колишніми засновниками. Окрім цих осіб, координаторами проєкту згодом також стали: Ольга Бузулук, Любов Фрадинська, Ірина Гордійчук та Наталя Чуль.

## Про проєкт
Про те, чому треба допомагати бійцям у рамках проєкту «Меценати для солдата» і взагалі про потребу долучатися до волонтерських спільнот говорив у багатьох інтерв'ю Руслан Теліпський:
| Це найменше, що ми можемо зробити для наших героїв, які ще вчора зі зброєю в руках захищали нашу з вами свободу, а сьогодні повертаються додому, в мирне середовище. В них можуть виникнути проблеми через низький поріг терпимості чи загострене чуття справедливості. Хлопцям треба постійно відволікатися від страшних спогадів про втрати побратимів – і саме нашою щирою увагою та символічною турботою ми зможемо хоч трішки залікувати душевні рани. Згадаймо, скількох воїнів-«афганців» свого часу покинуло напризволяще суспільство й скільком так і не вдалося знайти себе в мирному житті. Тому треба допомагати нашим бійцям повертатися до мирного життя, щоб війна не відбивалася на їхніх родинах, на їхніх дітях. І головне завдання нашого руху МдС – не залишати хлопців наодинці з цими проблемами. Інколи достатньо просто бачитися з цими людьми й знаходити правильні слова підтримки. Варто усвідомити, що, спільно підставляючи їм плече, ми справді можемо врятувати не тільки чиєсь життя зокрема, але й долучитися до кращої долі нашої країни в цілому. |

Розвиваючи свою мережу у Луцьку, активісти проєкту шукають потенційних благодійників, які мають пасивну інфраструктуру чи/і володіють певним фахом, знаннями та здібностями й могли б подавати конкретну допомогу бійцям, котрі вже перебувають у тилу, і членам їхніх родин. Ця допомога реалізується у вигляді безплатних послуг, компетентних консультацій, знижок, карток постійного клієнта, квитків на концерти, фільми чи вистави, подарункових сертифікатів тощо.
У рамках проєкту «Меценати для солдата» бійці мають можливість отримати різноманітні безплатні або на пільгових умовах послуги перукарень, фітнес-салонів, шиномонтажу, медичних центрів, нотаріальних контор, іноземних перекладів тощо. Меценати і партнери проєкту постійно запрошують на концерти, надають знижки на купівлю техніки, дарують сертифікати на піцу, книжки, морозиво, годинники, сорочки чи стильне жіноче вбрання; забезпечують продуктовими наборами; піклуються про дітей; пропонують знижки як на поїздки у межах міста на таксі, так і на пасажирські перевезення по всій Україні; ремонтують одяг, взуття та різноманітну побутову техніку; запрошують до себе в кафе та ресторани.

## Наліпки МдС
Благодійникам — підприємцям і бізнесменам, які долучилися до проєкту «Меценати для солдата», видають спеціальні наліпки. Наклеєні на вітринах, вивісках та дверях організацій, підприємств і закладів, вони повідомляють бійців, а також потенційних споживачів і постійних клієнтів, що керівники й власники надають певні послуги – дбають про солдатів і підтримують рух МдС. Наліпки інформують про знижки чи інші пільги, які можна реалізувати з допомогою сертифікатів, діставши їх від волонтерів, а перед тим зареєструвавшись у їхній базі даних МдС.
Ці «волонтерські маркери» стали розпізнавальним елементом патріотичності та жертовності в Луцьку і засвідчують внесок меценатів у  добробут міста. Піклуючись про бійців АТО, підприємці та бізнесмени зазвичай дістають від міської громади певний бонус – лояльність до їхнього бізнесу і готовність допомогти. А це, своєю чергою, може збільшити попит і викликати зацікавленість до їхніх закладів у потенційних нових клієнтів і тим самим частково або навіть цілком компенсувати витрати на бійців. Адже люди дуже охоче підтримують гривнею заклади, керівники й власники яких справді опікуються бійцями і їхніми сім'ями.
Можна провести певну паралель між наліпками МдС і сертифікатами Ольги Фреймут. Перевіривши якість роботи українських закладів у сфері обслуговування, вона нагороджувала найкращі з них цими сертифікатами у програмі реаліті-шоу «Ревізор».
Координатори проєкту стверджують, що благодійність підприємців під час кризи може стати ефективним капіталовкладенням, засобом далекоглядного розвитку їхнього бізнесу. Як зазначила Неоніла Головатська: 
| Наше прагнення, в ідеалі, аби не ми шукали меценатів, а вони – нас! Бо для них це буде не просто престижно і знаково (бути патріотом-меценатом за щирим покликом свого серця), це також буде пряма боротьба за своїх нових клієнтів, ринки збуту і добру репутацію – так би мовити, пряма інвестиція на майбутнє. |

## Неполітичність проєкту
Волонтерський рух МдС постійно декларує свою цілковиту понадпартійність та понадідеологічність. Він не служив і не служить жодній політичній силі. Члени партій, як вільні громадяни України, можуть бути активістами «Меценатів для солдата», але не мають права обстоювати власні інтереси і використовувати успіхи, здобутки та добре ім'я руху як знаряддя своєї партійної риторики, засіб домагатися успіху в передвиборчих кампаніях і примножувати матеріальні здобутки. Це стосується і недобросовісних підприємців. Активісти можуть відрізнятись одне від одного поглядами, життєвим досвідом, віком та релігійними переконаннями, але в рамках спільного проєкту їх усіх має об'єднувати одна-єдина мета – щира підтримка бійців будь-яким доступним способом, передусім морально, психологічно та частково фінансово.

## Напрямки діяльності
Координатори проєкту МдС розвивають свою діяльність за такими напрямками:
- фінансовий (не прямі гроші бійцям, а заощадження коштів через знижки, дешеві послуги та подарунки від меценатів);
- медичний (оздоровлення, профілактика, аналізи, стоматологія);
- фізичний (спортивні секції, командні змагання серед бійців, фітнес-клуби);
- юридично-нотаріальний (послуги адвокатів, нотаріусів);
- морально-психологічний (урізноманітнення дозвілля; повага, визнання та дружня підтримка);
- інформаційний (звітність, а також підтримка та розголос у ЗМІ усіх ініціатив для бійців);
- перекваліфікація та працевлаштування (сприяння у пошуку роботи та оволодінні новим фахом).

## Проєкт пам’ятного комплексу новітньої історії «ВОЛИНЬ – ЗЕМЛЯ ГЕРОЇВ»
За ініціативи МдС  команда луцьких волонтерів реалізовує проєкт пам’ятного комплексу бійцям АТО у Центральному парку імені Лесі Українки. За сприяння міської влади громадські активісти прагнуть створити цей пам’ятний комплекс новітньої історії  під назвою «Волинь – земля Героїв». Сама ідея реалізовується на базі  багатьох втілених проєктів з-за кордону – у багатьох країн світу існують меморіальні куточки пам’яті за найкращих синів своєї країни, що віддали за неї своє життя. У разі затвердження проєкту і швидкої реалізації – даний комплекс може бути першим в Україні. Як зазначила головний ідейний натхненник даного проєкту – координатор МдС Наталія Чуль:
| Наслідуючи численні світові приклади у створенні мистецьких меморіальних куточків у європейських країнах, команда МдС ініціює створення пам’ятного місця у Центральному парку культури та відпочинку ім. Лесі Українки м. Луцька. Маємо на меті додатково посприяти пам’яті та повазі новітніх подій, що охопили територію нашої держави, а особливо до пам’яті та шани бійців, які щодня віддають життя за мирне небо над нами та завдяки кому громада має можливість проводити мирно час у парку культури та відпочинку. Безпосередньо це і є «Культурою Нації» – знати і щодня пам’ятати ціну тих, хто відстоює право українського народу на свободу та майбутнє ціною життя своїх найкращих синів Вітчизни.. |

За планом відповідно до концепції, територія пам'ятного комплексу має бути поділена на три мікрозони: 
1.Зона пам'яті
Художня металева стела з об'ємними голубами, що здіймаються у небо, та місцем для лампадок символізуватиме надію на мир та віру в тих, що боронять нашу землю від агресора. У підніжжі навколо стели – металевий український вінок, що символізуватиме теплі обійми матерів та дітей, які щодня чекають своїх рідних чоловіків живими з фронту, а особливо вінок символізуватиме обійми пам'яті усього українського народу для тих, хто уже ніколи не повернеться додому. Навколо стели планується монтаж декількох інформаційних щитів з хронологією ключових новітніх подій України, що надасть зоні пам'яті додаткового інформаційно-виховного аспекту.
2.Зона відпочинку
Реконструйована альтанка з художніми елементами, зелені насадження, лави, художні ліхтарі, що через специфічні художні елементи видаватимуть світло у вигляді тризуба, слугуватимуть додатковим місцем проведення часу для лучан та туристів, символізуючи їхнє перебування на терені комплексу, як небайдужість до подвигів бійців, що перебувають у зоні АТО, та пам'ять про полеглих у зоні АТО.
3. Фотозона
Услід за сучасними тенденціями щодо вагомості онлайн-ресурсів пам'ятний комплекс оснащений патріотичною фотозоною, на меті якої є створення художнього сучасного осередку патріотизму. Шляхом фотознімків відбуватиметься популяризація комплексу в онлайн-мережі з відповідним хештегом. Основний акцент фотозони – художня металева стела з етносимволом українського народу – маками та металеві силуети бійців із сім'ями, що означатимуть безапеляційну вагомість сучасних Героїв у культурі та відпочинку громади.

## Інші головні проєкти та акції
За час діяльності «Меценатів для солдата» реалізовано численні акції на підтримку демобілізованих бійців АТО (зокрема й тих, що перебувають на лікуванні) і членів їхніх родин, а також членів родин тих бійців АТО, які загинули, зникли безвісти й потрапили в полон.
- Презентація проєкту на III Форумі місцевого самоврядування (26-27.03.2015, Львів)[8][20].
- Флешмоб «Подяка за мир і цілісність України»[21].
- Фестиваль для дітей учасників АТО «Діти наших героїв»[22][23][24][25][26].
- Міжнародна співпраця МдС з іноземцями (Латвія, Польща) [27][28][29][30][31][32][33][34][35][36][37][38][39].
- Міжнародна співпраця МдС з українською діаспорою (Австралія, Данія, Канада, Латвія, Нідерланди, США, Швеція) [40][41][42][43][44][45][46][47][48].
- Табори відпочинку для дітей бійців АТО в Україні та за кордоном (Польща, Угорщина)  [27][49][50][51][52].
- Товариський футбол, приурочений до французького ЄВРО-2016 [53].
- Проєкт «Волинські амазонки» (підтримка жінок-бійчинь АТО) [54][55][56][57][58][59][60].

- Постійна та всебічна підтримка дітей бійців АТО [61][62][63][64][65].

- Проєкт «Зимові фантазії» для бійців АТО[66][67].

- Благодійна допомога для прифронтових шпиталів[68][69][70][71].
- Опіка над бійцями, що одужують у луцьких шпиталях [72][73][74][75].
- Різнобічна кооперація з підприємцями та партнерами МдС [76][77][78].
- Всебічна підтримка бійців АТО різноманітною продукцією чи сертифікатами [79][80][81][82][83][84][85].
- Урізноманітнення дозвілля та спорту для бійців АТО [53][86][87][88][89][90][91][92][93][94][95][96].
- Сприяння для бійців безоплатної вищої освіти, послуг адвокатів [97][98].
- Працевлаштування для демобілізованих бійців і їхніх дружин [99][100][101][102].

- Збір коштів та передача двох рятівних автівок для бійців в АТО[32][33][34][35][36].
- Вишколи для бійців в зоні АТО з рятування життя під час бою за стандартами НАТО [37][38].
- Відеопроєкт для бійців АТО під назвою «Війна без цензури»[103].
- Благодійний концерт «Коляда з Тетяною Ціхоцькою» на потреби бійців АТО[104][105][106][107][108].
- Благодійна виставка «50 сторінок атласу» і продаж авторських світлин Руслана Теліпського [109][110][111][112][113][114].
- Благодійні листівки під назвою «СЛАВА ВОЇНАМ АТО!!!» [115].
- Підтримка і сприяння реалізації волинського проєкту «ЩИТ» (виготовлення захисних габіонів)[116][117][118][119][120].
- Інші акції та спільні проєкти з волонтерами і патріотами Волині  [121][122][123][124][125][126][127][128][129][130][131][132].